# Силлион
Силлио́н — руины древнего города, в 34-ти километрах от Анталии, неподалёку от посёлка Янкёй.

## История
Согласно одной легенде, город был основан как колония в Памфилии греческими поселенцами из Аргоса, по другой — город был основан прорицателем Калхасом после Троянской войны. Во избежание набегов с моря, город был построен на возвышенном плато вдали от берега.
В 469 году до н. э. город упоминается в составе Афинского морского союза. В следующий раз, город упоминается в 333 году до н. э., в числе городов осаждённых Александром Македонским. Затем город был под властью державы Селевкидов, Пергамского царства, и наконец со II века до н. э. — римлян. В римский период город достиг наивысшего расцвета, и имел статус свободного города. В городе чеканили свою собственную серебряную и бронзовую монету. В последующие столетия, уже во времена Византийской империи город пришёл в упадок. В VII веке этому способствовали набеги арабов.
В 1207 году город был завоёван сельджуками, и в последующем прекратил своё существование.

## Достопримечательности
Развалины города включают эллинистический, римский, византийский, и отчасти сельджукский периоды. Среди них остатки городских ворот, крепостных стен, стадион, амфитеатр, одеон, храм, цистерна и гимназия. В 1969 году часть города уничтожил гигантский оползень. Остальная часть находится под угрозой оползня. 